# Edukacja seksualna

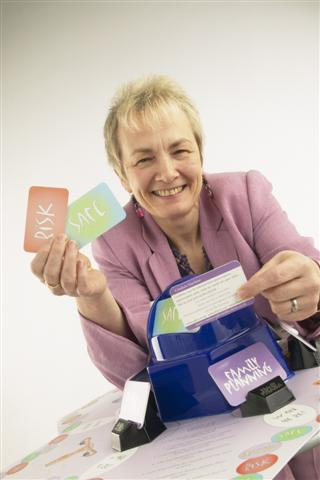
Barbara Hastings-Asatourian z Uniwersytetu w Salford demonstruje „Antykoncepcję”, grę planszową poświęconą edukacji seksualnej rozgrywaną w szkołach w Wielkiej Brytanii.

Edukacja seksualna – nauczanie zagadnień związanych z seksualnością człowieka, włączając w to związki i obowiązki emocjonalne, anatomię seksualną człowieka, aktywność seksualną, reprodukcję seksualną, wiek zgody, zdrowie reprodukcyjne, prawa reprodukcyjne, bezpieczny seks, kontrolę urodzeń i abstynencję seksualną. Edukacja seksualna, która obejmuje wszystkie te aspekty, znana jest jako całościowa edukacja seksualna. Powszechnie spotykanymi ścieżkami edukacji seksualnej są rodzice lub opiekunowie, oficjalne programy szkolne i kampanie na rzecz zdrowia publicznego.
Tradycyjnie młodzież w wielu kulturach nie otrzymywała żadnych informacji na temat spraw seksualnych, a dyskusja nad tymi sprawami uważana była za temat tabu. Takie nauczanie, jak to miało miejsce, tradycyjnie pozostawało w gestii rodziców dziecka, a często było to odkładane tuż przed zawarciem małżeństwa przez dziecko. Postępowy ruch edukacyjny końca XIX wieku doprowadził jednak do wprowadzenia tzw. higieny społecznej do północnoamerykańskich programów nauczania i pojawienia się edukacji seksualnej w szkołach. Pomimo wczesnych początków szkolnej edukacji seksualnej, większość informacji na temat spraw seksualnych w połowie XX wieku uzyskiwano nieformalnie od przyjaciół i z mediów, a większość tych informacji była niepełna lub miała wątpliwą przydatność. 
Pojawienie się epidemii AIDS spowodowało, że edukacja seksualna zyskała coraz większe zainteresowanie. W wielu krajach afrykańskich, gdzie AIDS znajduje się na poziomie epidemii, edukacja seksualna jest postrzegana przez większość naukowców jako ważna strategia zdrowia publicznego. Niektóre organizacje międzynarodowe, takie jak Planned Parenthood, uważają, że programy szeroko zakrojonej edukacji seksualnej przynoszą globalne korzyści, takie jak kontrola ryzyka przeludnienia i rozwój praw kobiet (patrz również prawa reprodukcyjne). Korzystanie z kampanii w środkach masowego przekazu skutkowało niekiedy wysokim poziomem „świadomości” połączonej z powierzchowną wiedzą na temat przenoszenia wirusa HIV.
W Polsce edukacja seksualna realizowana jest głównie w postaci przedmiotu szkolnego „wychowanie do życia w rodzinie”, który odpowiada edukacji seksualnej typu A.

## Definicje
John J. Burt zdefiniował edukację seksualną jako poznawanie cech charakterystycznych dla organizmów: mężczyzny i kobiety. Takie cechy składają się na seksualność osoby. Seksualność jest ważnym aspektem życia człowieka i prawie wszyscy ludzie, w tym dzieci, chcą o niej wiedzieć. Edukacja seksualna obejmuje wszystkie działania edukacyjne, które — niezależnie od zastosowanej metody — mogą koncentrować się na seksie. Powiedział dalej, że edukacja seksualna oznacza ochronę, rozszerzanie prezentacji, doskonalenie i rozwój rodziny w oparciu o przyjęte idee etyczne.
Leepson postrzega edukację seksualną jako instruktaż w różnych fizjologicznych, psychologicznych i socjologicznych aspektach zachowania seksualnego i reprodukcji. Kearney (2008) zdefiniował również edukację seksualną jako "obejmującą kompleksowy przebieg działań szkół, obliczony na wypracowanie społecznie pożądanych postaw, praktyk i zachowań ze strony dzieci i dorosłych, które najlepiej ochronią jednostkę jako człowieka, a rodzinę jako instytucję społeczną". Edukacja seksualna może być zatem również opisana jako "edukacja o seksualności", co oznacza, że obejmuje ona edukację o wszystkich aspektach seksualności, w tym informacje o planowaniu rodziny, reprodukcji (zapłodnienie, poczęcie oraz rozwój zarodka i płodu, aż do porodu), a także informacje o wszystkich aspektach seksualności, w tym: obraz własnego ciała, orientacja seksualna, przyjemność seksualna, wartości, podejmowanie decyzji, komunikacja, randki, związki, infekcje przenoszone drogą płciową (STI) i sposoby ich unikania oraz metody kontroli urodzeń. Różne aspekty edukacji seksualnej są uważane za adekwatne w szkołach w zależności od wieku uczniów lub tego, co dzieci mogą zrozumieć w danym momencie. Rubin i Kindendall wyrazili, że edukacja seksualna nie jest jedynie tematem reprodukcji i nauczania jak dzieci są poczęte i rodzone. Wręcz przeciwnie, ma ona o wiele bogatszy zakres i cel, jakim jest pomoc dzieciom we włączeniu tematyki związanej z seksem w ich obecne i przyszłe życie oraz zapewnienie im podstawowego zrozumienia praktycznie każdego aspektu płci do czasu osiągnięcia pełnej dojrzałości.

### Rodzaje podejść do edukacji seksualnej
Amerykańska Akademia Pediatryczna oraz Światowa Organizacja Zdrowia wyróżniają trzy podstawowe typy edukacji seksualnej.
- Typ I lub typ A od ang. abstinence-only sex education – „abstynencyjna edukacja seksualna”, typ przede wszystkim lub wyłącznie ukierunkowany na zachowanie abstynencji seksualnej przed zawarciem związku małżeńskiego. Jednym z podtypów jest strategia ABC, w której oprócz abstynencji zaleca się używanie prezerwatyw.

- Typ II lub typ B od ang. biological education –  „ogólna edukacja seksualna”, w typie tym zwraca się uwagę na abstynencję seksualną jako zachowanie opcjonalne, ale także przedstawiane są zasady antykoncepcji i bezpiecznego seksu oraz rzetelne informacje o anatomii, fizjologii i biologii różnic płciowych i zachowań seksualnych.
- Typ III lub typ C od ang. comprehensive sexual education – „holistyczna edukacja seksualna”, typ zawierający elementy typu II, ale przedstawiający je w szerszej perspektywie w odniesieniu do wzrostu i rozwoju osobniczego oraz seksualnego.

### Stanowiska organizacji
WHO definiuję edukację seksualną w holistycznym podejściu jako "nauka o poznawczych, emocjonalnych, społecznych, interaktywnych i fizycznych aspektach seksualności. Dodatkowo UNESCO i Międzynarodowa Federacja Planowanego Rodzicielstwa (IPPF) podkreślają, że:
"Wszechstronna edukacja seksualna ma na celu wyposażenie młodych osób w wiedzę, umiejętności, postawy i wartości niezbędne im do określenia własnej seksualności i cieszenia się nią zarówno pod względem fizycznym, jak i emocjonalnym, indywidualnie i w związkach. Edukacja seksualna rozpatruje »seksualność« w sposób holistyczny, w kontekście emocjonalnego i społecznego rozwoju. Równocześnie uznaje się, iż samo dostarczanie informacji nie jest wystarczające. Osobom w wieku młodzieńczym należy umożliwić nabycie zasadniczych umiejętności życiowych i rozwój pozytywnych postaw oraz wartości."
W opracowanych niedawno przez UNESCO i inne organizacje Międzynarodowych Wytycznych w Zakresie Edukacji Seksualnej (ang. International Technical Guidance on Sexuality Education) podana jest natomiast taka definicja:
„Edukacja seksualna definiowana jest jako dostosowany do wieku i kultury sposób nauczania o płci i związkach, dostarczający dokładnych, realistycznych, nieosądzających informacji. Edukacja seksualna zapewnia możliwość »badania« własnych wartości i postaw, umożliwia zdobycie umiejętności podejmowania decyzji, komunikowania się i zmniejszenia ryzyka w odniesieniu do wielu aspektów seksualności”

## Efektywność
Badania naukowe podkreślają, że młodzież potrzebuje kompleksowej edukacji seksualnej i dostępu do usług w zakresie zdrowia reprodukcyjnego, w tym antykoncepcji, gdyż ciąże nastolatek wiążą się ze zwiększonym ryzykiem wcześniactwa, niskiej masy urodzeniowej i śmiertelnością niemowląt oraz matek. Udowodniono, że połączenie kompleksowej edukacji seksualnej i dostępu do środków kontroli urodzeń przyczynia się do zmniejszenia liczby nieplanowanych ciąż wśród nastolatków. Z metaanalizy, w której porównywano kompleksowe programy edukacji seksualnej z programami opartymi wyłącznie na abstynencji, wynika, że programy oparte wyłącznie na abstynencji nie zmniejszały prawdopodobieństwa zajścia w ciążę, a mogły je wręcz zwiększyć.

### Edukacja seksualna typu A (abstynencyjna)
W świetle przeglądów badań edukacja seksualna typu A (oparta tylko o abstynencję) nie jest skuteczna w opóźnianiu inicjacji seksualnej, promocji zdrowia seksualnego, przekazywaniu rzetelnej wiedzy, czy unikania chorób przenoszonych drogą płciową. Systematyczny przegląd Cochrane z 2007 stwierdził, że nie miała w USA zauważalnego wpływu na bezpieczeństwo kontaktów seksualnych w kontekście zagrożenia AIDS. Podobne wyniki uzyskano w innych krajach.

### Edukacja seksualna typu C (holistyczna)
Poparcie dla stosowania opartej na dowodach, odpowiedniej do wieku, holistycznej edukacji seksualnej wyraziły oficjalnie m.in. Amerykańskie Towarzystwo Psychologiczne, Amerykańskie Towarzystwo Zdrowia Publicznego, Polskie Towarzystwo Seksuologiczne, Amerykańskie Towarzystwo Medyczne oraz Światowa Organizacja Zdrowia i niemieckie Federalne Centrum Edukacji Zdrowotnej.
Holistyczna edukacja seksualna ma pozytywne efekty w wielu wskaźnikach, skutkując np. wyższym poziomem wiedzy, czy niższą deklarowana częstością ryzykownych zachowań seksualnych. Takie konkluzje wysunął m.in. przegląd UNESCO z 2018. Może zmniejszać ryzyko zapadnięcia na AIDS, choroby przenoszone drogą płciową, oraz raka szyjki macicy (według przeglądu Cochrane z 2011).  Przeciwdziała wykorzystywaniu seksualnemu dzieci i zwiększa jego wykrywalność (wg przeglądu Cochrane z 2015). Może też zmniejszać częstość niechcianych ciąż wśród nastolatek (wg Cochrane, 2016).
Z drugiej strony, najdokładniejsze przeglądy zwracają uwagę na niską do średniej jakości dostępnych danych, i potrzebę dalszych badań. Dwa przeglądy randomizowanych eksperymentów kontrolowanych Cochrane z 2016 sugerują, że jest mało rygorystycznych dowodów, że sama edukacja seksualna (dowolnego rodzaju) może być skuteczna w zmianie najważniejszych biologicznych wskaźników takich jak wiek zajścia w pierwszą ciążę. O powściągliwości w generalizacji danych z dostępnych badań o mieszanej jakości mówi także przegląd UNESCO z 2018.

## Według regionu

### Europa
Światowa Organizacja Zdrowia i niemieckie Federalne Biuro Edukacji Zdrowotnej (BZgA) zalecają edukację seksualną dla dzieci w każdym wieku.

#### Finlandia
W Finlandii edukacja seksualna jest zazwyczaj włączana do różnych zajęć obowiązkowych, głównie w ramach lekcji biologii (w niższych klasach), a następnie w ramach kursu związanego z ogólnymi zagadnieniami zdrowotnymi.

#### Niemcy
W Niemczech edukacja seksualna jest częścią programów nauczania od 1970 roku. Od 1992 r. edukacja seksualna jest ustawowo obowiązkiem państwowym. 
Zazwyczaj obejmuje ona wszystkie tematy dotyczące procesu dorastania, zmian ciała w okresie dojrzewania, emocji, biologicznego procesu rozmnażania, aktywności seksualnej, związków partnerskich, homoseksualizmu, niechcianych ciąż oraz komplikacji aborcji, zagrożeń związanych z przemocą seksualną, wykorzystywaniem dzieci i chorobami przenoszonymi drogą płciową. Jest na tyle kompleksowa, że czasami zawiera w swoich programach nauczania również rzeczy, takie jak pozycje seksualne. Większość szkół oferuje kursy dotyczące prawidłowego stosowania antykoncepcji.
Niemiecki Trybunał Konstytucyjny, a później, w 2011 roku, Europejski Trybunał Praw Człowieka, odrzucił skargi szeregu baptystów na Niemcy dotyczące obowiązkowej edukacji seksualnej.

#### Polska
W czasach Polski Rzeczypospolitej Ludowej, od 1973 r., był to jeden z przedmiotów szkolnych, jednak był on stosunkowo ubogi i nie osiągnął żadnego faktycznego sukcesu. W 1987 r. do polskich szkół wprowadzono nowy przedmiot: przysposobienie do życia w rodzinie. Wówczas nakładem Wydawnictw Szkolnych i Pedagogicznych ukazał się podręcznik do tego przedmiotu autorstwa Dagmary Andziak, Marii Trawińskiej i Wiesława Sokoluka. W podręczniku znalazły się m.in. rozdziały dotyczące współżycia płciowego oraz antykoncepcji, co spowodowało protesty środowisk katolickich. Podręcznik był określany jako narzędzie władz komunistycznych służące demoralizacji polskiej młodzieży. Jednocześnie część środowiska uczniowskiego i nastawieni liberalnie intelektualiści zbierali podpisy w obronie podręcznika. Władze oświatowe na wszelki wypadek wycofały jednak książkę ze szkół. Po 1989 r. wprowadzony został przedmiot o nazwie "wychowanie do życia w rodzinie, który realizowany jest w wymiarze 14 godzin lekcyjnych w roku nauki od 4 klasy szkoły podstawowej. Zajęcia te nie są obowiązkowe a szkoły wymagają zgody rodziców, aby ich dzieci mogły uczęszczać na zajęcia. Przyczyną tej sytuacji jest w dużej mierze silny sprzeciw wobec edukacji seksualnej zgłaszany przez Kościół katolicki. 
W szkołach podstawowych po zajęciach z Wychowania do życia w rodzinie zgodnie z podstawą programową uczeń: 
- wskazuje różnice w rozwoju psychoseksualnym dziewcząt i chłopców;
- rozumie, czym jest cielesność, płciowość, seksualność;
- wyjaśnia, na czym polega identyfikacja z własną płcią;
- zna zagrożenia okresu dojrzewania, takie jak: uzależnienia chemiczne i behawioralne, presja seksualna, pornografia, cyberseks, prostytucja nieletnich; potrafi wymienić sposoby profilaktyki i przeciwdziałania;
- określa pojęcia związane z seksualnością: męskość, kobiecość, komplementarność, miłość, wartość, małżeństwo, rodzicielstwo, odpowiedzialność;
- wyjaśnia na czym polega i czego dotyczy integracja seksualna;
- wyjaśnia, na czym polega odpowiedzialność mężczyzny i kobiety za sferę seksualną i prokreację;
- przedstawia przyczyny, skutki i profilaktykę przedwczesnej inicjacji seksualnej;
- zna choroby przenoszone drogą płciową; rozumie ich specyfikę, rozwój i objawy; wie, jakie są drogi przenoszenia zakażenia; zna zasady profilaktyki;
- wie, że aktywność seksualna, jak każde zachowanie człowieka podlega odpowiedzialności moralnej;

Dodatkowo omawiane powinny być zagadnienia:
- Tożsamość płciowa, seksualna; orientacja seksualna; role płciowe;
- Masturbacja i wiążące się z nią zagrożenia np. pornofilia, uzależnienie od seksu;
- Zaburzenia identyfikacji z płcią, transpłciowość, transseksualizm;
- Odrębność psychoseksualna płci;
- Czynniki ryzyka dla zdrowia seksualnego, np. uzależnienia, siedzący styl życia, niewłaściwe odżywianie, nadwaga, pornografia jako fałszywy model relacji, choroby weneryczne;

Od 1 września 2025 roku nowy przedmiot o nazwie „edukacja zdrowotna” ma zastąpić wychowanie do życia w rodzinie. Podstawa programowa obejmuje 10 działów, w tym zdrowie seksualne. W przeciwieństwie do poprzedniego przedmiotu edukacja zdrowotna ma być przedmiotem obowiązkowym. 1 grudnia 2024 roku środowiska konserwatywne i katolickie protestowały w Warszawie przeciwko wprowadzeniu nowego przedmiotu. Protest odbył się pod hasłem „Tak dla edukacji, nie dla deprawacji” i zorganizowany został przez „Koalicję na Rzecz Ocalenia Polskiej Szkoły”. Dla nowego przedmiotu poparcie wyraził Rzecznik Praw Pacjenta.

## Edukacja seksualna z zakresu LGBT
Jednym z głównych źródeł kontrowersji w dziedzinie edukacji seksualnej jest to, czy edukacja seksualna z zakresu LGBT powinna być włączona do programów nauczania w szkołach. Edukacja seksualna LGBT obejmuje bezpieczne praktyki seksualne dla lesbijek, gejów, osób biseksualnych i transpłciowych oraz ogólne instrukcje dotyczące tematów związanych z homoseksualizmem. Analizy wykazały, że wiele szkół nie oferuje obecnie takiej edukacji. W ośmiu stanach (Alabama, Arizona, Luizjana, Mississippi, Oklahoma, Karolina Południowa, Teksas i Utah) obowiązują przepisy zakazujące nauczania edukacji seksualnej osób LGBT. Tylko 20% uczniów LGBT słyszało cokolwiek pozytywnego na temat swojej społeczności i zgłosiło w raporcie Gay, Lesbian and Straight Education Network (GLSEN) z 2011 roku, że częściej słyszeli pozytywne informacje o osobach LGBT na lekcjach historii lub nauk społecznych niż na lekcjach zdrowia. Obecnie wiele programów nauczania w zakresie edukacji seksualnej nie obejmuje tematów związanych z LGBT, a z badań wynika, że studenci często uważają, że nie otrzymują wystarczających informacji na temat seksualności związanej z LGBT.

### Argumenty za
Zwolennicy edukacji seksualnej LGBT twierdzą, że uwzględnienie np. tematu orientacji homoseksualnej w programach nauczania zapewniłoby studentom LGBT potrzebne im informacje na temat zdrowia seksualnego i przyczyniłoby się do zniwelowania problemów, takich jak niska samoocena i depresja, które, jak wykazały badania, mogą występować u osób LGBT. Twierdzą ponadto, że może to zmniejszyć homofobiczne znęcanie się.
Przykładem programu nauczania uwzględniającego osoby LGBT są Krajowe Standardy Edukacji Seksualnej ustanowione przez Inicjatywę na rzecz Przyszłości Edukacji Seksualnej (Future of Sex Education Initiative). Standardy te określają siedem podstawowych tematów, które muszą być poruszone podczas edukacji seksualnej; jednym z tych podstawowych tematów jest poczucie tożsamości. Temat tożsamości przedstawia tożsamości lesbijek, gejów, biseksualistów i osób transpłciowych jako możliwości dla uczniów w miarę rozwoju ich życia i zrozumienia, kim są. Standardy te, jak twierdzi Future of Sex Education, rozpoczynają się w przedszkolu i ewoluują w bardziej złożone tematy w trakcie nauki szkolnej w miarę jak uczniowie dorastają i dojrzewają. W Wielkiej Brytanii program BigTalk Education's Growing Up Safe obejmuje edukację w zakresie relacji LGBT począwszy od okresu szkoły podstawowej, otrzymał nagrodę Pamela Sheridan 2017 za innowacje i dobre praktyki w zakresie relacji i edukacji seksualnej (RSE), usług i projektów dla młodzieży.

### Argumenty przeciw
Przeciwnicy często twierdzą, że nauczanie edukacji seksualnej z zakresu LGBT oznaczałoby brak szacunku wobec niektórych religii. Twierdzą, że włączenie tematu homoseksualności do programu nauczania mogłoby naruszać prawo rodziców do kontrolowania tego, na co narażone są ich dzieci i że szkoły nie powinny narzucać uczniom określonego poglądu politycznego. 